# رون تومسون (نقابي)
رون تومسون (بالإنجليزية: Ron Thompson)‏ هو نقابي أسترالي، ولد في 15 نوفمبر 1917 في نورثام في أستراليا، وتوفي في 18 مايو 2006 في Wembley, Western Australia ‏ في أستراليا.